# Subulitermes
Subulitermes es un género de termitas  perteneciente a la familia Termitidae que tiene las siguientes especies:

## Especies
1. Subulitermes angusticeps
2. Subulitermes baileyi
3. Subulitermes constricticeps
4. Subulitermes denisae
5. Subulitermes microsoma
6. Subulitermes thompsonae
7. Subulitermes zeteki